# 순천우체국
순천우체국(順天郵遞局)은 대한민국 전라남도 순천시 덕연동에 있는 과학기술정보통신부 우정사업본부 전남지방우정청 소속의 우편물 취급기관이다.

## 관할 우체국
| 사진 | 우체국명         | 주소                                   |
| ---- | ---------------- | -------------------------------------- |
|      | 낙안우체국       | 전라남도 순천시 낙안면 삼일로 11       |
|      | 별량우체국       | 전라남도 순천시 별량면 별량길 163      |
|      | 상사우체국       | 전라남도 순천시 상사면 상사호길 332    |
|      | 송광우체국       | 전라남도 순천시 송광면 이읍2길 5       |
|      | 순천남정동우체국 | 전라남도 순천시 우석로 144 (남정동)    |
|      | 순천삼산동우체국 | 전라남도 순천시 중앙로 248 (석현동)    |
|      | 순천서면우체국   | 전라남도 순천시 서면 북차길 98-36      |
|      | 순천연향동우체국 | 전라남도 순천시 연향1로 24 (연향동)    |
|      | 순천왕조동우체국 | 전라남도 순천시 봉화3길 3 (조례동)     |
|      | 순천외서우체국   | 전라남도 순천시 외서면 반월로 2        |
|      | 순천조곡동우체국 | 전라남도 순천시 역전길 43 (조곡동)     |
|      | 순천조례동우체국 | 전라남도 순천시 장선배기길 20 (조례동) |
|      | 순천행동우체국   | 전라남도 순천시 중앙로 99 (행동)       |
|      | 순천황전우체국   | 전라남도 순천시 황전면 월등로 1045     |
|      | 승주우체국       | 전라남도 순천시 승주읍 승평동길 7      |
|      | 월등우체국       | 전라남도 순천시 월등면 월평1길 105     |
|      | 주암우체국       | 전라남도 순천시 주암면 주석로 3        |
|      | 해룡우체국       | 전라남도 순천시 해룡면 월전길 31       |